# Ulric Manfred al II-lea de Torino
Ulric Manfred al II-lea (în italiană Olderico Manfredi sau Manfredo Udalrico; n. secolul al X-lea d.Hr., Torino, Marca de Ivrea – d. 29 octombrie 1034, Torino, Marca de Torino) a fost margraf de Torino și de Susa din anul 1000.

## Biografie
Născut la Torino, Ulric Manfred a fost fiul margrafului Manfred I de Torino. Ulric Manfred a moștenit de la tatăl său o marcă de mari dimensiuni în jurul orașului unde se născuse, care fusese creată din teritoriile aflate în posesia bunicului său, Arduin Glaber. Printr-o cartă datată 31 iulie 1001 împăratul Otto al III-lea i-a confirmat lui Ulric Manfred posesiunile și i-a acordat mai multe privilegii la cererea unui anume Hugonis marchionis, care poate fi identificat cu Ugo cel Mare, margraful de Toscana.
Imediat după obținerea succesiunii, Ulric Manfred a început să își consolideze puterea pe seama margrafului Arduin de Ivrea pe de o parte și a împăratului german Henric al II-lea pe de alta. În cadrul disputei asupra Regatului Italiei (Regnum Italicum) el a obținut mai multe teritorii în detrimentul mărcii de Ivrea. Datorită actelor notariale ale preotului Sigifred (din 1021 și 1031) se poate reconstitui lista orașelor aflate sub controlul lui Ulric Manfred: Torino, Ivrea, Albenga, Ventimiglia, Auriate, Tortona și Vercelli. În toate confruntările dintre Arduin de Ivrea și împăratul Henric, Ulric Manfred a evitat cu prudență orice confruntare directă cu ceilalți doi conducători și și-a extins treptat posesiunile fie pe calea armelor (prin război cu margraful Bonifaciu al III-lea de Toscana în 1016), cât și prin creșterea autorității în propriile sale domenii. În 1024, ca urmare a morții împăratului Henric al II-lea, Ulric Manfred s-a opus alegerii lui Conrad al II-lea ca rege romano-german și, în schimb, l-a invitat pe Wilhelm al V-lea de Aquitania să preia tronul Italiei, însă această inițiativă a rămas fără rezultat.
Deși capitala sa se afla la Torino, Ulric Manfred a vizitat doar arareori acest strategic, dar încă mic oraș. El a dus o viață itinerantă, oarecum tipică pentru un senior feudal de la începutul secolului al XI-lea, mutându-se de la un castel la altul, pentru a menține controlul și a efectua administrarea eficientă a domeniilor sale. Fiica sa, Adelaida, a abandonat reședința din Torino, pentru a se stabili la Susa.
Ulric Manfred a restaurat vechea biserică Santa Maria Maggiore din Susa și abația din Novalesa. De asemenea, el a întemeiat în 1029 o nouă regulă a abației Ordinului benedictin din Susa, pe care a dedicat- o Sfântului Justus din Novalesa, biserica abației San Giusto fiind astăzi catedrala din Susa. Ulric Manfred a fortificat așezările din Exilles și Bardonecchia.
El a murit la Torino și a fost înmormântat în catedrala orașului.

## Căsătorie și descendenți
Ulric Manfred a fost căsătorit cu Berta (n. 997) din familia Obertenghilor, fiică a lui Oberto al II-lea, în 1014. În acel an împăratul Henric a confirmat donația lor comună făcută abației de Fruttuaria. La 29 decembrie 1037 împăratul Conrad a confirmat o donație către San Giusto, fără ca Berta să fie menționată de unde se deduce că aceasta murise deja. În afară de Adelaida, moștenitoarea sa, Ulric Manfred a mai avut două fiice:
- Irmgard, numită și Emilia, Immula sau Ermengarda (d. 28 ianuarie 1078), căsătorită cu ducele Otto al III-lea de Suabia;
- Berta (d. după 1050), care a moștenit Vasto și Busco și s-a căsătorit cu Otto del Vasto, marchiz de Liguria (un strănepot al margrafului Aleramo de Montferrat), fiind mama lui Bonifaciu del Vasto, margraf al Liguriei răsăritene.